# La Horqueta (San Isidro)
La Horqueta es una zona que abarca principalmente parte de las localidades de Beccar y Boulogne Sur Mer, dentro del partido de San Isidro. Es conocida popularmente con este nombre por tener como límite la bifurcación de la Autopista Acceso Norte . Se lo puede situar tomando como límites la susodicha autopista y la Avenida Uruguay, siendo la Avenida Blanco Encalada su eje comercial. A pesar de ello, cabe destacar que no es un barrio oficial del partido de San Isidro, tan solo es el nombre que recibe una zona determinada que abarca tres barrios.[cita requerida]

## Historia
A fines de los años ’50, con la construcción de la autopista, la zona se consolida como un área de casas quintas y, en su extremo norte, establecimientos industriales (Osram, Avon y otros), que paulatinamente van reemplazando a las antiguos usos rurales intensivos: chacras, criaderos y viveros (de los cuales muy pocos persisten). Con el tiempo, las casas quintas van transformándose, de segunda residencia o vivienda de fin de semana, en residencia principal de sus moradores, y las nuevas edificaciones se construyen con dicho propósito. Se consolida así, en especial en el último cuarto del siglo XX, como un área residencial para sectores de ingresos medios altos y altos, uso hegemónico que solo se interrumpe en la implantación de la sede de los colegios Goethe Schule y Cardenal Newman y en el eje comercial de la Avenida Blanco Encalada.
La puja al día de la fecha para saber quien fue una de las primeras familias en colonizar la horqueta esta dada por la familia estrada argerich y familia inteligente (la primera familia tiene un número de teléfono más viejo y la segunda dice que ellos fueron los primeros).